# Findlater (Saskatchewan)
Pour les articles homonymes, voir Findlater.
Findlater est une communauté située dans la province de la Saskatchewan, dans le centre-sud.